# Mysella aleutica
Mysella aleutica är en musselart som beskrevs av Dall 1899. Mysella aleutica ingår i släktet Mysella och familjen Lasaeidae. Inga underarter finns listade i Catalogue of Life.